# Dünnschichttechnik
Die Dünnschichttechnik, selten auch Dünnschichttechnologie genannt, beschäftigt sich mit der Herstellung und Bearbeitung von dünnen Schichten unterschiedlicher Materialien, wie metallische, dielektrische und halbleitende Werkstoffe. Die Dicke solcher Schichten liegt typischerweise im Bereich weniger Mikrometer bis zu wenigen Nanometern.
Die Abscheidung der Schichten erfolgt meist ganzflächig auf einem Substrat mit Verfahren der physikalischen (PVD, z. B. thermisches Verdampfen oder Sputtern) und chemischen Gasphasenabscheidung (CVD). Anschließend können weitere Bearbeitungen der Schichten erfolgen, dazu gehören unter anderem Nachbehandlungen, wie das Tempern, Rekristallisieren oder Dotieren der Schicht, als auch der gezielte Materialabtrag, beispielsweise mithilfe des chemisch-mechanischen Polierens. Vor allem bei der Fertigung von Produkten für die Halbleiterelektronik (wie integrierte Schaltkreise oder auch Dünnschichtsolarzellen) und der Mikrosystemtechnik (Sensoren, Aktoren) werden die Schichten auch strukturiert, das heißt, das Schichtmaterial wird an einigen Stellen gezielt entfernt. Die Strukturerzeugung kann durch die in der Halbleitertechnik übliche Fotolithografie oder direkt per Laser- oder Elektronenstrahlbearbeitung erfolgen. Mittels Elektronenstrahl wird oft auch ein Abgleich von Widerständen vorgenommen, wodurch sich höchste Genauigkeiten erreichen lassen (0,1 %).

## Abgrenzung
Sogenannte dünne Schichten (< 1 µm) werden in vielen Bereichen (Optik, Katalysatoren, ICs, zylindrische Widerstände, Kondensatorfolien, Verpackung) eingesetzt. Der Begriff Dünnschichttechnik wird jedoch üblicherweise nur für ebene elektronische Bauteile und Schaltkreise aus „dünnen Schichten“ auf Substraten, wie einem Wafer oder einer Leiterplatte, angewendet.
Die sogenannte Dickschichttechnik verwendet ebenfalls Isolator-Substrate; Widerstände und Leiterbahnen werden jedoch mittels gedruckter und gebrannter sog. Glasfritten (Pulvergemisch aus Metall und Glas) hergestellt. Dünnschichttechnik umfasst demgegenüber nicht nur additive Prozesse wie Sputtern, sondern auch subtraktive Prozesse wie Ätzen. Auch auf die Bedeutung der Reinigungsverfahren sei hingewiesen.

## Additive Verfahren
Als additiv werden Verfahren bezeichnet, bei denen Schichten großflächig oder strukturiert (z. B. Lift-off-Verfahren) auf einem Substrat aufgebracht werden. Dies geschieht in der Regel durch die chemische Reaktion oder Kondensation von gasförmigen Stoffen auf der Substratoberfläche. Weiterhin sind auch Verfahren zur Abscheidung aus der flüssigen Phase weit verbreitet.
Die Qualität einer Dünnschicht hängt von drei Faktoren ab:
1. vom physikalischen Zustand der Oberfläche des Substrates (Oberflächenrauheit)
2. von der Aktivierungsenergie für Oberflächen- und Volumendiffusion der Schichtatome
3. von der Bindungsenergie zwischen adsorbiertem Atom und Substratoberfläche

Die wichtigsten Verfahrensgruppen werden im Folgenden kurz beschrieben.

### Chemische Gasphasenabscheidung (CVD)
Die chemische Gasphasenabscheidung (CVD) ist eine Gasphasenreaktion (meist an oder in der Nähe der Substratoberfläche). Dabei werden die Reaktionsgase gleichzeitig in die Reaktionskammer mit dem zu beschichtenden Substrat geleitet. Die überwiegend vorgeheizten Gase werden durch das beheizte Substrat thermisch aktiviert und reagieren miteinander. Dabei wird das erwünschte Material abgeschieden und chemisch gebunden (Chemisorption).
Neben unzähligen CVD-Varianten, die sich in Arbeitsdruck und anderen Prozessparametern unterscheiden, existieren noch einige Beschichtungsverfahren, die mehr oder weniger stark modifizierte CVD-Verfahren darstellen:
- Plasmapolymerisation: Dabei bilden durch ein Plasma angeregte gasförmige Monomere eine hochvernetzte Schicht auf einem Substrat.
- Atomlagenabscheidung: Die Atomlagenabscheidung ist ein stark verändertes CVD-Verfahren, bei der die Reaktion bzw. Sorption an der Oberfläche selbständig nach der vollständigen Belegung der Oberfläche stoppt. Diese selbstbegrenzende Reaktion wird in mehreren Zyklen (mit dazwischenliegenden Spülschritten) durchlaufen, so sind sehr gute Aspektverhältnisse und exakte Schichtdicken erreichbar.

### Physikalische Gasphasenabscheidung (PVD)
PVD-Verfahren beruhen im Gegensatz zu CVD-Verfahren auf rein physikalischen Wirkungsverfahren, in der Regel handelt es sich dabei um einen Materialdampf der an der Substratoberfläche kondensiert. Man unterscheidet:
- Thermisches Verdampfen: Beim thermischen Verdampfen wird das Aufdampfmaterial erhitzt, bis es mit einer geeigneten Aufdampfrate verdampft. Dabei existieren je nach eingesetztem Verdampfer (induktiv, Widerstands- oder Elektronenstrahlverdampfer) drei „Unterverfahren“. Um die Abscheidung von qualitativ hochwertigen und homogenen Schichten zu gewährleisten, ist es notwendig, den Raum zwischen Verdampfer und Substrat möglichst materiefrei (d. h. Vakuum) zu halten. Wechselwirkungen (meist Stöße) der Teilchen mit Restgasatomen können diese binden oder so streuen, dass die Reproduzierbarkeit der Beschichtung nicht gewährleistet werden kann. Zur Messung und Regelung der Aufdampfrate und Schichtdicke werden häufig Schwingquarze verwendet (alternativ auch optisches Monitoring).
- Sputterdeposition: Beim Sputtern (auch Kathodenzerstäuben genannt) werden durch Ionenbeschuss Teilchen von der Oberfläche abgetragen. Durch dieses Verfahren kann die Oberfläche z. B. von Oxiden oder Wasser, die durch die Herstellung, Verarbeitung oder Lagerung in das Material gelangt sind, gereinigt werden. In der Dünnschichttechnik wird dieser physikalische Vorgang auch genutzt, um Material vom Target zu zerstäuben, d. h., es in die Gasphase zu überführen. Das entstandene gasförmige Material wird anschließend auf das zu beschichtende Substrat geführt und kondensiert dort. Dieses Beschichtungsverfahren wird Sputterdeposition genannt und hat gegenüber dem Aufdampfen den Vorteil, auch Legierungen im „gleichen Verhältnis“ auf den Wafer zu übertragen. Dabei muss allerdings beachtet werden, dass unterschiedliche Materialien unterschiedliche Sputterkoeffizienten besitzen, sich also unterschiedlich gut zerstäuben lassen. Die Schichtdicke wird oft über Zeitabschaltung gesteuert.
- Ionenplattieren: Das Ionenplattieren ist ein vakuumbasiertes und plasmagestütztes PVD-Verfahren für Metalle und Metallverbindungen. Dabei wird verdampftes Metall (z. B. durch Bogenentladung) in ein Plasma geführt. Dort ionisiert ein Teil der Metalldampfwolke und wird in Richtung des Substrates beschleunigt. Die Metallionen bilden an der Substratoberfläche eine Schicht aus, die am Anfang zusammen mit dem Substratmaterial durch den ständigen Beschuss durch Metallionen rückgesputtert wird.
- ICB-Technik (engl. ionized cluster beam deposition, ICBD): ICB-Technik ist ein modifiziertes Aufdampfverfahren. Der zum Verdampfen verwendete Tiegel wird dabei geschlossen gehalten. Das Erhitzen des Verdampfungsmaterials erzeugt einen Überdruck im abgeschlossenen Tiegel. Wird dieser Dampf durch eine Düse abgelassen, so kommt es durch eine adiabatische Expansion zu einer plötzlichen Abkühlung. Es bilden sich neutrale Atomhaufen (engl. cluster), die sich beim Auftreffen auf der Substratoberfläche teilweise auflösen und über die Oberfläche verteilt abscheiden.
- Molekularstrahlepitaxie (engl. molecular beam epitaxie, MBE)

### Galvanische Verfahren
Neben den Abscheidungen aus der Gasphase gibt es auch zahlreiche Abscheidungsverfahren aus der flüssigen Phase. Eine der wichtigsten Verfahrensgruppen ist die Galvanotechnik (kurz: Galvanik). Sie umfasst alle Verfahren zur elektrochemische Abscheidung von elektrisch leitfähigen Schichten (in der Regel Metalle) auf einem Substrat. Dazu wird das Substrat ein elektrolytisches Bad getaucht und mit einer elektrischen Spannung belegt. In dem entstehenden elektrischen Stromkreis fließt ein elektrischer Strom, der im Elektrolyt vorrangig durch die Bewegung von positiven Metallionen gebildet wird. Die gelösten Metallionen bewegen sich bei angelegter Spannung zum Minuspol (Kathode), dem zu beschichtenden Substrat, und scheiden sich dort ab.
Als Substrate können eine Vielzahl von Materialien verwendet werden. Die wichtigste Voraussetzung ist jedoch eine zumindest geringe elektrische Leitfähigkeit an der Oberfläche. Aus diesem Grund wird bei nicht leitenden Substraten, wie beispielsweise Kunststoffen, zunächst mit anderen Verfahren eine dünne leitfähige Schicht aufgetragen (vgl. z. B. Kunststoffmetallisierung). Die Oberflächenleitfähigkeit hat zudem Einfluss auf die Homogenität der Abscheidung. Allgemein ist die erzielte Schichtdicke abhängig von verwendeten Stromstärke und der Prozessdauer sowie der Badzusammensetzung. Über Badzusätze kann zudem die Abscheidung in Löchern und Gräben beeinflusst werden. Dies wird beispielsweise in der Halbleitertechnik bei der Abschneidung der Kupferleitbahnen eingesetzt, hier wird über spezielle Badzusätze die Abscheidung der Kupferschicht am Boden und Ecken von Kontaktlöchern beschleunigt bzw. die Abscheidung an der Oberseite behindert.

### Sol-Gel-Verfahren
Aus kolloiddispersen Lösungen können durch nasschemische Beschichtungsverfahren und anschließende Härtung anorganische und hybridpolymere Schichten hergestellt werden. Der zugrunde liegende Sol-Gel-Prozess ist als Teil der chemischen Nanotechnologie zu verstehen.

## Anwendungen
- Dünnschicht-Solarzellen (amorphe Silizium-Schichten)
- Widerstandsnetzwerke und hochpräzise Einzelwiderstände
- Dehnungsmessstreifen
- Fotowiderstände
- Platin-Temperaturmesswiderstände
- Medizintechnik
- Halbleiter
- Membranen, z. B. für Mikro-Drucksensoren, Kondensator- und Elektret-Mikrofone
- LCDs